# Primog
Primog (Akant; lat. Acanthus), poznat i kao tratorak, popanak, medvjeđa stopa i matruna, rod je od 30 trajnih zeljastih biljaka iz porodice primogovke, Acanthaceae. Raste po Sredozemlju i Aziji.

## Opis
Drveće, grmlje ili polugrmlje. Listovi režnjeviti do perasti, s bodljikavim rubom. Cvatovi od gustih završnih klasova. Čaška do baze razdijeljena, 4-režnjevita. Vjenčić 1-usni, usna 3-5-režnjevita; vjenčić s prorezom adaksijalnog šava. Prašnici izbačeni izvan cjevčice vjenčića, 4, svi 1-tekusni. Jajnik 2-lokularan. Čahura drvenasta, sjajna, smeđa. Sjemenke su gole, nose se na retinakuli.
Akant ima oštro izrezane rebraste listove i cvjetove (bijele, ružičaste ili ljubičaste) koji su skupljeni u debeli vršni klas. U Hrvatskoj rastu dvije vrste: Acanthus longifolius i Acanthus mollis. Visina biljaka varira od 40 cm do preko 2 m.

## Porijeklo imena
Akant svoj latinski naziv (Acanthus) vuče iz grčkog (ακανθος: trnovit). Naime, prema drevnom grčkom mitu, Akanta je bila nimfa u koju se zaljubio Apolon. On ju je htio ugrabiti, ali ona se opirala i noktima mu isparala lice, te ju je Apolon za osvetu pretvorio u bodljikavu biljku.

## Kultiviranje i uporaba
Akant se sadi kao ukrasna biljka za uljepšanje vrtova. Zbog ljekovitih sastojaka nekad se 
upotrebljavao protiv crijevnih upala, osipa, uboda pauka i kao lijek protiv tuberkuloze.
Od kultiviranih vrsta koje se sade kao ukrasno bilje valja spomenuti Acanthus mollis koji ima velike, nazubljene listove, duge do 80 cm, zelenkasto-smeđe boje, koji se sjaje na gornjoj strani, i bijelo-crvenkaste cvjetove. Cvate od svibnja do srpnja. Akant traži sjenovito i svježe mjesto s dosta vlage i dobrom drenažom, ne podnosi mraz i niske 
temperature. Sadi se, ovisno o vrsti, u proljeće ili u doba sjetve.

## Akant u arhitekturi
Trnovito akantovo lišće je čest dekorativni element u drevnoj Grčkoj arhitekturi (korintski red), kao i kasnijem Rimskom Carstvu (kompozitni red).

## Vrste
1. Acanthus albus Debnath, B.K.Singh & P.Giri
2. Acanthus arboreus Forssk.
3. Acanthus austromontanus Vollesen
4. Acanthus carduaceus Griff.
5. Acanthus dioscoridis L.
6. Acanthus ebracteatus Vahl
7. Acanthus eminens C.B.Clarke
8. Acanthus flexicaulis Bremek
9. Acanthus gaed Lindau
10. Acanthus greuterianus Snogerup, B.Snogerup & Strid
11. Acanthus guineensis Heine & P.Taylor
12. Acanthus hirsutus Boiss.
13. Acanthus hungaricus (Borbás) Baen.
14. Acanthus ilicifolius L.
15. Acanthus kulalensis Vollesen
16. Acanthus latisepalus C.B.Clarke
17. Acanthus leucostachyus Wall. ex Nees
18. Acanthus longibracteatus Kurz
19. Acanthus mayaccanus Büttner
20. Acanthus mollis L.
21. Acanthus montanus (Nees) T.Anderson
22. Acanthus polystachyus Delile
23. Acanthus pubescens (Thomson ex Oliv.) Engl.
24. Acanthus sennii Chiov.
25. Acanthus seretii De Wild.
26. Acanthus spinosus L.
27. Acanthus ueleensis De Wild.
28. Acanthus villaeanus De Wild.
29. Acanthus volubilis Wall.